# 圣莫里斯德贝诺
圣莫里斯德贝诺（法語：Saint-Maurice-de-Beynost，法語發音：[sɛ̃ moʁis də beno] ⓘ，意为“贝诺的圣莫里斯”）是法国安省的一个市镇，位于该省西南部，属于布雷斯地区布尔格区。

## 地理
圣莫里斯德贝诺（45°49'49"N, 4°58'31"E）面积6.99 平方千米，位于法国奥弗涅-罗讷-阿尔卑斯大区安省，该省份为法国东部省份，北起汝拉省，西北接索恩-卢瓦尔省，西接罗讷省和里昂大都会，南至伊泽尔省，东与萨瓦省、上萨瓦省和瑞士接壤。
与圣莫里斯德贝诺接壤的市镇（或旧市镇、城区）包括：贝诺、米里贝勒、特拉穆瓦、梅济约。

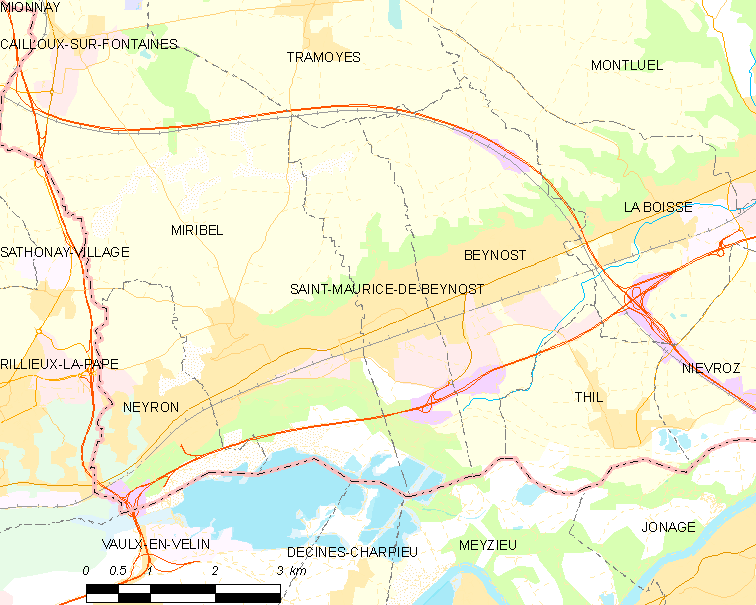
圣莫里斯德贝诺的OSM定位图

圣莫里斯德贝诺的时区为UTC+01:00、UTC+02:00（夏令时）。

## 行政
圣莫里斯德贝诺的邮政编码为01700，INSEE市镇编码为01376。

## 政治
圣莫里斯德贝诺所属的省级选区为米里贝勒县。

## 人口

1962-2008年间圣莫里斯德贝诺人口变化图示

圣莫里斯德贝诺于2022年1月1日时的人口数量为4243人。